# Maisa Abd Elhadi
Maisa Abd Elhadi (àrab: ميساء عبد الهادي)  (Natzaret, 15 de novembre de 1985) (àrab: ميساء عبد الهادي, Maysāʾ ʿAbd al-Hādī) és una actriu àrab palestina, ciutadana d'Israel. Abd Elhadi va guanyar el premi a la millor actriu al Festival de Cinema de Dubai el 2011. Els seus pares són àrabs musulmans.
Les forces israelianes la van ferir mentre participava en una manifestació a la ciutat de Haifa el 9 de maig de 2021 mentre protestava contra les expulsions forçades de famílies palestines de les seves cases al barri de Xeik Jarrah de Jerusalem Est.
L'octubre de 2023, les autoritats d'Israel la van detenir després de publicar uns missatges a les xarxes socials arran de l'atac d'Hamàs del 7 d'octubre.

## Filmografia seleccionada
- Ulls d'un lladre (2014)
- 3000 nits (2015)
- Els dignes (2016)
- L'àngel (2018)
- Els informes de la Sarah i el Saleem (2018)
- Tot passa a Tel-Aviv (2018)
- Bagdad Central (2020)
- Huda's Salon (2021)